# Henry August Flindt
Henrik (Henry) August Flindt,  född 24 april 1822 i Århus, död 19 januari 1901, var en dansk trädgårdsarkitekt. 
Efter att ha varit elev vid Fredensborgs och Rosenborgs slottsträdgårdar 1839–1844 utbildade han sig till trädgårdsmästare och anställdes därefter som underträdgårdsmästare vid Bregentved trädgård. Åren 1846–1851 företog han en utlandsresa till Hamburg, Skottland och England, och efter ha återvänt hem övergick han till trädgårdsarkitekturen, på vilket område han utvecklade en mycket rik verksamhet. År 1871 tillkallades han av kommissionen för Köpenhamns universitets botaniska trädgårds flyttande till att assistera vid anläggandet av den nya trädgården, och äran för det vackra utnyttjandet av den befintliga terrängen tillkommer endast honom. Vidare anlade han Ørstedsparken och parken vid Helmers bastion i Köpenhamn, liksom han förestod den partiella eller fullständiga ombyggnad av trädgårdarna vid bland annat Charlottenlunds slott, Rosenfelt, Egeskov, Glorup, Ravnholt, Valdemars slott och Juelsberg samt i Sverige trädgårdarna vid bland annat Näsbyholms slott, Häckeberga och Ronneby brunn. År 1884 inträdde han i en av finansministeriet tillsatt kommission för utarbetande av en plan för behandlingen av Jægersborgs djurgård och Charlottenlund skov under de följande 20 åren. Åren 1872–1889 var han verksam medlem av Det kongelige danske Haveselskabs styrelse och inlade sig särskild förtjänst vid flyttningen av sällskapets trädgård och anläggandet av den nya trädgården i Frederiksbergs slotts gamla drivhusträdgård, liksom han var ett viktigt stöd vid ordnandet av sällskapets utställningar. År 1877 anställdes han som inspektör över de kungliga trädgårdarna, i vilken post han verkade till sin död.

## Utmärkelser
- Dannebrogsmännens hederstecken,  1888[3]
- Kommendör av Dannebrogorden,  1893[3]

[Redigera Wikidata]